# Where the Wild Roses Grow
"Where the Wild Roses Grow" é uma canção gravada pela banda australiana Nick Cave and the Bad Seeds com participação da cantora compatriota Kylie Minogue, para o nono álbum de estúdio do grupo, Murder Ballads (1996). Ela foi escrita por Nick Cave, produzida por Tony Cohen e Victor Van Vugt, e foi lançada como o primeiro single do álbum em 2 de outubro de 1995, pela gravadora Mute Records.
A faixa se tornou bem sucedida comercialmente no mundo inteiro, alcançando o numero três na Noruega, os cinco primeiros na Austrália, e as vinte primeiras posições no Reino Unido, Irlanda, Alemanha e Nova Zelândia. A canção foi certificada como ouro na Alemanha e na Austrália.
Em trabalhos de Kylie, ele pode ser encontrado em compilações como Hits+, Greatest Hits 1987–1999 e Ultimate Kylie.

## Formatos e faixas

### Europa 2-Track CD Single
1. "Where the Wild Roses Grow"
2. "The Ballad of Robert Moore & Betty Coltrane"

### Internacional CD Maxi
1. "Where the Wild Roses Grow"
2. "The Ballad of Robert Moore & Betty Coltrane"
3. "The Willow Garden"

### Vinil
1. "Where the Wild Roses Grow"
2. "The Ballad of Robert Moore & Betty Coltrane"

## Performances ao vivo
Kylie performou a música nas turnês abaixo, com medley com Red Blooded Woman.
- Showgirl: The Greatest Hits Tour
- Showgirl: The Homecoming Tour
- For You, For Me Tour

## Paradas
| Parada (1995)                             | Máxima Posição |
| ----------------------------------------- | -------------- |
| Australian ARIA Singles Chart             | 2              |
| Finlândia - Finnish Singles Chart         | 5              |
| Reino Unido - UK Singles Chart            | 11             |
| Suécia - Swedish Singles Chart            | 3              |
| França - French Singles Chart             | 37             |
| Suíça - Swiss Singles Chart               | 11             |
| Países Baixos - Dutch Singles Chart       | 9              |
| Alemanha - German Single Chart.           | 12             |
| Bélgica - Belgium Singles Chart           | 3              |
| Irlanda - Irish Singles Chart             | 6              |
| Dinamarca - Denmark Singles Chart         | 12             |
| Austrália - Austria Singles Chart         | 4              |
| Nova Zelândia - New Zealand Singles Chart | 11             |
| Noruega - Norway Singles Chart            | 3              |
| União Europeia - Eurochart Hot 100        | 8              |
| Itália - Italian Singles Chart            | 18             |